# Сокович, Евгений Александрович
Евгений Александрович Сокович (укр. Євген Олександрович Сокович; 1864, Кременчуг — 1946, Потсдам) — украинский государственный деятель. Министр путей сообщения УНР, консул Украины в Швейцарии с 1922 года. Ученый, автор работ по железнодорожному машиностроению.

## Биография
Окончил Санкт-Петербургский институт путей сообщения. Работал в управлении Петербургского железнодорожного банка. Являлся членом партии социалистов-революционеров. После Октябрьской революции 1917 года уехал в Киев.
В начале 1918 года занял пост министра путей сообщения УНР. Приняв новую должность, он сразу взял жесткий курс на поддержание и контроль трудовой и исполнительной дисциплины на железнодорожном транспорте, ограничив права профсоюзов. Это вызвало очередное обострение ситуации, в частности на Юго-Западной железной дороге.
По его предложению Совет Народных Министров Украинской Народной Республики принял постановление, ограничивающее действия существующих профсоюзных комитетов, запрещающее им вмешиваться в действия администрации и немедленно предписывающее всем организациям проверить свою деятельность на приверженность Украине.
21 апреля 1918 года на фоне конфликта с профсоюзными организациями был снят с поста министра, его заменил Владимир Дмитриевич Ещенко.
Вскоре Сокович эмигрировал за границу с правительством УНР. Был консулом правительства Украины в изгнании в Швейцарии, возглавлял комиссию по связи во время переговоров украинской делегации с представителями ГНЦ РСФСР.
После эмиграции в Чехословакию преподавал в украинских университетах. В частности, с 1922 года он работал доцентом кафедры мелиорации в Украинской хозяйственной академии в Подебрадах. Автор работ по железнодорожному машиностроению.